# Pinacia pulverea
Pinacia pulverea là một loài bướm đêm trong họ Noctuidae.